# 4589 McDowell
4589 McDowell è un asteroide della fascia principale. Scoperto nel 1933, presenta un'orbita caratterizzata da un semiasse maggiore pari a 2,4338339 UA e da un'eccentricità di 0,1859633, inclinata di 2,26837° rispetto all'eclittica.